# Clifton (Karolina Południowa)
Clifton – jednostka osadnicza w Stanach Zjednoczonych, w stanie Karolina Południowa, w hrabstwie Spartanburg.